# Alice – Wild und unersättlich
Alice – Wild und unersättlich (Alternativtitel Marilyn – Wild und unersättlich) ist ein Schweizer Pornofilm aus dem Jahr 1981. Er ist eine der ersten Produktionen der Schweizer Filmproduktionsgesellschaft Yvofilm AG, die von 1981 bis 1985 erfolgreich eine Reihe von Erotik- und Pornofilmen produzierte und damit am damaligen Boom von Erotik- und Pornoproduktionen teilnahm.

## Handlung
Alice und Michel treffen in Paris in einem leeren Nobelrestaurant aufeinander. Wie sich später herausstellt, kam das Blind Date über ein Heiratsinstitut zustande. Michel ist von Alice verzaubert und lädt sie zu einem Ski-Urlaub in sein Schweizer Chalet ein. Dort nähern sich die beiden an, bis sie von Elaine und Pierre überrascht werden, mit denen sich Michel das Chalet teilt. Auch ein Hausmädchen kommt hinzu. Am Abend bereitet Michel für Alice und seine Freunde, darunter auch Eric, ein Strip-Fondue zu, bei dem die Hüllen der Anwesenden schnell fallen. Einer Orgie folgt ein nächtlicher Ski-Ausflug. Am nächsten Tag gehen alle auf die Piste, danach macht Alice einen Spaziergang. Es folgt eine Fantasie-Sequenz von Eric, der Alice zu klassischer Musik romantisch am Fenster tanzen sieht. Der weitere Verlauf des Tages endet wieder mit einer Orgie der Skifreunde, zu der auch die Nachbarn eingeladen sind. Am nächsten Tag verkündet Alice überraschend Eric ihre Zuneigung und Liebe und dass sie nur in einer festen Paar-Beziehung glücklich werden kann.

## Hintergrund
Wie bei allen Produktionen von Pierre und Yvonne Spiegel (Yvofilm AG) lag auch Alice ein vollständiges Drehbuch zugrunde, was sonst in der Pornofilmbranche oft nicht der Fall ist. Die Aussenaufnahmen von Alice wurden wie bei vielen Yvofilm-Produktionen in einem grossen Chalet in Amden, St. Gallen über dem Walensee gedreht.
Die Filme wurden dabei in drei Versionen gedreht, in einer Erotik-Fassung gänzlich ohne Sex, in einer Softcore-Version mit simuliertem oder nicht sichtbarem Sex und in einer Hardcore-Fassung mit explizierter Darstellung von Penetration und Ejakulation. Im Gegensatz zum – üblichen – Vorgehen, eine Hardcore-Fassung „herunterzuschneiden“, wurden diese Fassungen bereits während der Dreharbeiten durch entsprechende Kameraeinstellungen erstellt.
Kameramann Francois About führte auch die Kamera bei Filmen im Mainstream-Bereich, wie zum Beispiel für Killer kennen keine Gnade und Brigade mondaine.

## Veröffentlichungen
Die französische Hardcore-Version L'amour aux sports d'hiver hatte 1981 in der Schweiz Premiere, danach wurde der Film auch in Frankreich gezeigt. Im Verleih der Spiegel-Film lief die Hardcore-Fassung in Zürich exklusiv im Kino Maxim an der Langstrasse. In der früheren Bundesrepublik Deutschland wurde die deutsche Hardcore-Version unter dem Titel Alice – Wild und unersättlich in der ungeschnittenen Langfassung von 90 Minuten gezeigt.
Die Softcore-Version wurde in Deutschland durch Erwin C. Dietrich verliehen. Die englische Softcore-Version lief unter dem Titel Alice – White Heat und in einer Länge von 90 Minuten unter anderem in den USA. Im deutschsprachigen Fernsehen wurde eine auf 73 Minuten gekürzte Softcore-Fassung erstmals am 7. März 1992 auf SAT 1 gezeigt.

## Filmreihe
Weitere Titel des Regisseurs Michel Lemoine aus der bei Herzog Video erschienen Filmreihe „Marilyn“ mit Olinka Hardiman als Hauptdarstellerin sind:
- Marilyn – Ein Sommer voller Leidenschaft
- Marilyn – Burning Snow
- Marilyn my Love
- Marilyn – Scharfe Girls auf Achse
- Comeback of Marilyn